# Dyckia racemosa
Dyckia racemosa är en gräsväxtart som beskrevs av John Gilbert Baker. Dyckia racemosa ingår i släktet Dyckia och familjen Bromeliaceae. Inga underarter finns listade i Catalogue of Life.